# University College Dublin
University College Dublin (UCD; irl. Coláiste Ollscoile, Baile Átha Cliath, COBÁC), oficjalnie będąca częścią National University of Ireland – uczelnia w Dublinie, największa w Irlandii z ponad 38 tysiącami studentów. Wśród absolwentów uczelni znajduje się 4 premierów Irlandii, 3 prezydentów Irlandii i jeden prezydent Indii. 
Ponad 30% studentów uczelni pochodzi zza granicy.

## Historia
Uniwersytet został założony w 1854 roku jako Katolicki Uniwersytet Irlandii z Johnem Henrym Newmanem jako pierwszym rektorem. Pierwotnie był usytuowany w centrum Dublina, jednak większość wydziałów uniwersytetu została przeniesiona 4 kilometry na południe od miasta, do kampusu w Belfield.

## Sławni absolwenci
- Tom Arnold
- John Bruton
- Gabriel Byrne
- Brian Cowen
- Roddy Doyle
- Garret FitzGerald
- Varahagiri Venkata Giri
- Brendan Gleeson
- Charles Haughey
- Patrick Hillery
- Douglas Hyde
- Neil Jordan
- James Joyce
- Thomas Kinsella
- Flann O’Brien
- Brian O’Driscoll
- John O’Shea
- Cearbhall Ó Dálaigh
- Jim Sheridan
- Colm Tóibín